# Trémie (réservoir)
Pour les articles homonymes, voir Trémie.

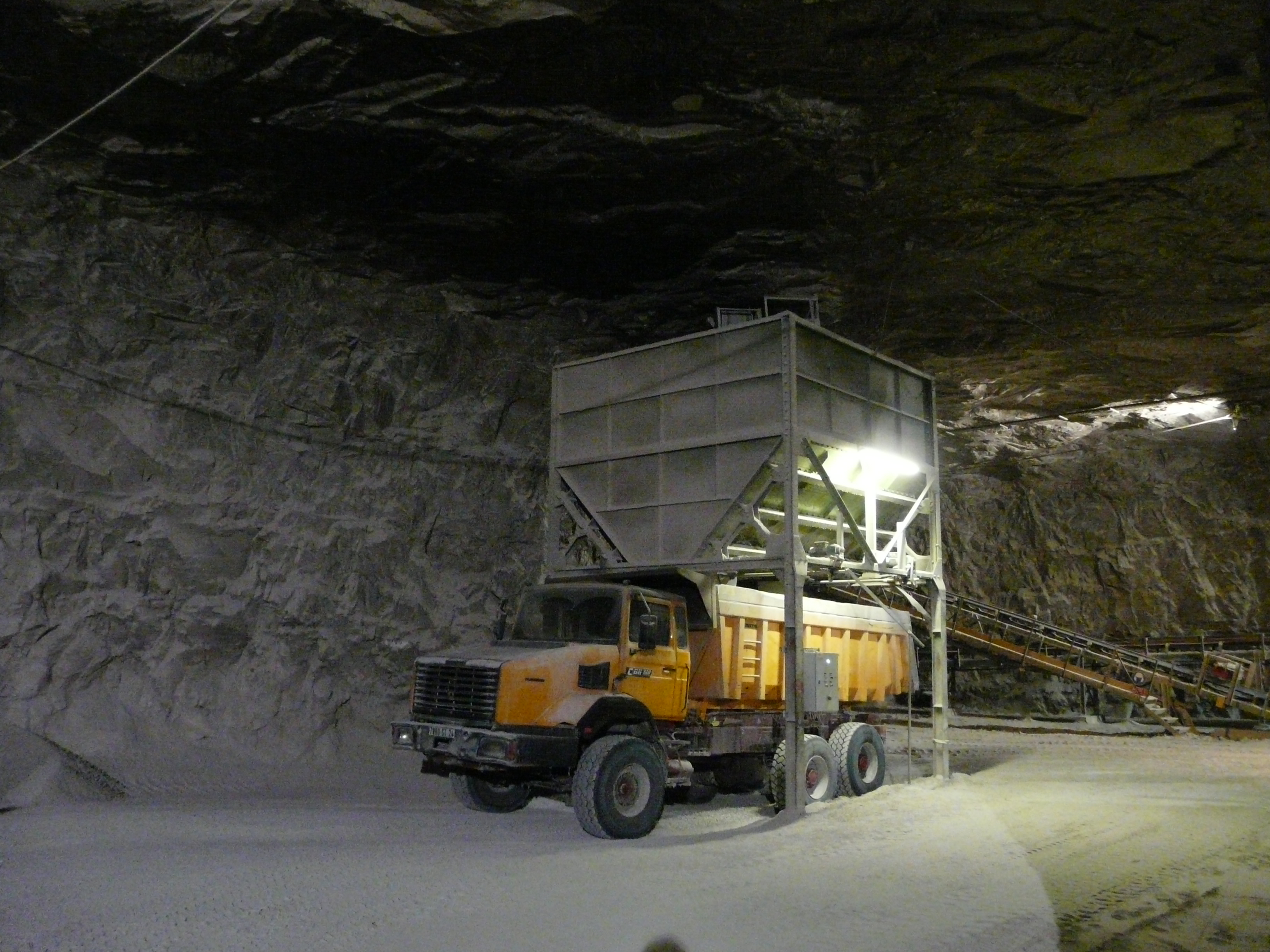
Camion benne rempli par une trémie dans une carrière souterraine de chaux à Saint-Astier.

Une trémie est un réservoir pour matières en vrac (grain, sable…) dont le bas est en forme d'entonnoir afin de permettre le remplissage d'une benne par simple gravitation.